# Anus (album)
Pour les articles homonymes, voir Anus (homonymie).
Singles
1. Your Makeup Is Terrible
Sortie : 10 juin 2014
2. Nails
Sortie : 9 décembre 2014
3. Hieeee
Sortie : 9 juin 2015
4. This Is My Hair
Sortie : 23 juin 2015

Anus est le premier album de la drag queen américaine Alaska Thunderfuck 5000. Il est sorti le 23 juin 2015, et comprend des duos avec d'anciens participants de l'émission RuPaul's Drag Race, comme Willam Belli, Courtney Act et Laganja Estranja.

## Liste des pistes
| 1.    | Hieeee                                                      | 3:46 |
| 2.    | Anus                                                        | 2:48 |
| 3.    | Pussy                                                       | 2:37 |
| 4.    | Beard                                                       | 3:06 |
| 5.    | This Is My Hair                                             | 3:00 |
| 6.    | Nails (Piano Introduction) (en duo avec Jeremy Mark Mikush) | 1:05 |
| 7.    | Nails                                                       | 3:16 |
| 8.    | Gimme All Your Money (featuring Laganja Estranja)           | 3:36 |
| 9.    | Everything Tonight                                          | 3:34 |
| 10.   | Best Night Ever                                             | 2:47 |
| 11.   | The Shade of It All (featuring Courtney Act and Willam)     | 4:41 |
| 12.   | Legendary                                                   | 3:37 |
| 13.   | Killer                                                      | 5:00 |
| 14.   | Your Makeup Is Terrible                                     | 3:57 |
| 46:50 |                                                             |      |

## Classement hebdomadaire
| Classement (2015)                      | Meilleure position |
| -------------------------------------- | ------------------ |
| US Dance/Electronic Albums (Billboard) | 3                  |
| US Top Heatseekers Albums (Billboard)  | 4                  |
| US Independent Albums (Billboard)      | 14                 |

## Historique de sortie
| Pays         | Date             | Format         | Label   | Ref.  |
| ------------ | ---------------- | -------------- | ------- | ----- |
| Monde entier | 23 juin 2015     | Téléchargement | Sidecar | [ 1 ] |
| Monde entier | 21 juillet 2015  | CD             | Sidecar | -     |
| Monde entier | 13 novembre 2015 | LP             | Sidecar | -     |